# Doug DeWitt
Doug DeWitt (nom complet : Douglas Anthony Ittaglio) est un boxeur américain né le 14 septembre 1961 à Youngstown dans l'Ohio.

## Carrière
Passé professionnel en 1980, il devient champion des États-Unis des poids moyens en 1987 puis le premier champion du monde WBO de la catégorie le 18 avril 1989 en battant aux points Robbie Sims. DeWitt conserve sa ceinture face à Matthew Hilton le 15 janvier 1990 puis perd au 8e round contre Nigel Benn le 29 avril 1990. Il met un terme à sa carrière en 1992 sur un bilan de 33 victoires, 8 défaites et 5 matchs nuls.